# Pseudagrion nubicum
Pseudagrion nubicum är en trollsländeart som först beskrevs av Selys 1876.  Pseudagrion nubicum ingår i släktet Pseudagrion och familjen dammflicksländor. IUCN kategoriserar arten globalt som livskraftig. Inga underarter finns listade i Catalogue of Life.